# کلاوس ولر
کلاوس ولر (آلمانی: Klaus Wöller؛ ۲۳ آوریل ۱۹۵۶ – ۱۴ دسامبر ۲۰۲۴) بازیکن هندبال اهل آلمان غربی بود.
وی در مسابقات کشوری و بین‌المللی در مجموع برندهٔ ۱ مدال نقره شد.